# Адем Яшарі
Адем Яшарі (вроджений Адем Шабан Яшарі; 28 листопада 1955, Преказ, Косово — пом. 7 березня 1998, Преказ, Косово), — один з творців, ідеологів і чільних польових командирів Армії визволення Косова, мілітарної організації косовських албанців, яка боролася за визволення Косова від Федеративної Республіки Югославія упродовж 1990-х років, національний герой частково визнаної Республіки Косово та Албанії.
Починаючи з 1991 року, Яшарі бере участь у нападах на сербських поліцейських перед тим, як вирушити до Албанії для здобуття військової підготовки. Заарештований в 1993 році, він був звільнений за розпорядженням албанської армії і потім повернувся до Косова, де й далі атакував сербські установи. Адем Яшарі був заочно засуджений югославським судом 11 липня 1997 року до 20 років позбавлення волі за тероризм.
Після декількох невдалих спроб захопити або убити його, сербські спецслужби вдалися до атаки на будинок Яшарі в Преказі в березні 1998 року. Унаслідок битви, що відбулася, загинуло 58 членів родини Яшарі, включаючи його дружину й сина.
Розглядаючись як «батько АВК», Адем Яшарі вважається етнічними албанцями за символ незалежності Косова. Він був посмертно нагороджений званням «Герой Косова» після декларації про незалежність країни у 2008 році. Національний театр у Приштині і міжнародний аеропорт Приштини названі на його честь.

## Життєпис

### Раннє життя
Адем Шабан Яшарі народився в родині вчителя Шабана Яшарі та його дружини Західе у селі Доньї Преказ (алб. Prekaz i Poshtëm), в області Дрениця Соціалістичного автономного краю Косово, 28 листопада 1955 року, в день, який збігся із Днем незалежності Албанії. Походячи з косовських албанців-партизан, які боролися десятиліттями проти сербських збройних сил, він виріс на албанських історіях про війну, і його рідко можна було побачити без зброї.

### Партизанська війна
Дрениця є горбистою місцевістю в центральній частині Косова, населена майже виключно косовськими албанцями. Напередодні війни в Косові, уряд Югославії визнав її «розсадником албанського тероризму». Типовий косовський горянин, Яшарі був малоосвіченим фермером. Після закінчення середньої технічної школи в Митровиці Адем разом із братами приєднався до підпільного албанського руху, що мав на меті незалежність Косова й Метохії. Адем Яшарі був учасником албанських демонстрацій у березні-квітні 1981 року. Після цих націоналістичних виступів чимало сербських родин залишили Косово. Вже на початку 1980-х років деякі з підпільників були активні й ті, хто не був затриманий, зав'язали контакти з родиною Яшарі в Доньєму Преказі — з його батьком Шабаном, братом Гамезом і самим Адемом. До 1989 року, діючи як підпільник, він поширював листівки й брошури, що закликали до мобілізації й боротьби. Він також взяв участь у збройному повстанні проти сербського панування, яке вибухнуло в регіоні в 1991 році Протягом цього періоду вперше з'явилася албанська іредентистська організація, яка стала знана як Армія визволення Косова.
Плеурат Сейдіу, представник АВК в Лондоні, відзначив Адема Яшарі як добре підготовленого політично й такого, що має «алергію на поліційні мундири». З 1991 по 1992 рік Яшарі і близько 100 представників інших етнічних албанців, охочих боротися за незалежність Косова, пройшли військову підготовку в муніципалітеті Лабінот-Мал в Албанії. Він отримав тоді звання майора албанської армії. Згодом Яшарі та інші етнічні албанці здійснили кілька актів саботажу, спрямованих на сербський адміністративний апарат у Косові. При спробі захопити або убити його, сербська поліція оточила Яшарі і його старшого брата, Гамеза, в їхньому будинку в Преказі 30 грудня 1991 року. Під час облоги, що відбулася далі, велика кількість косовських албанців зібралися в Преказі, змушуючи сербів піти з села.
Родина Яшарі була серед засновників албанських збройних формувань, і Адем Яшарі був близьким другом і соратником молодого Хашима Тачі у справі набору новобранців та військовій діяльності. Перебуваючи в Албанії, він був заарештований в 1993 році албанським урядом Салі Беріша і відправлений у в'язницю в Тирані, перш ніж його відпустили разом з іншими косовськими бойовиками на вимогу албанської армії. Серби на той час розглядали Преказ як «небезпечну» зону, тож Яшарі здійснив кілька атак протягом найближчих кількох років. Вони були спрямовані на югославську армію (VJ) і сербську поліцію в Косові. Яшарі був визнаний винним у тероризмі заочно югославським судом 11 липня 1997 року. «Г'юман Райтс Вотч» згодом описала судовий процес, на якому також були засуджені чотирнадцять інших косовських албанців, як «[невдалу спробу] відповідати міжнародним стандартам». Переслідуючи Яшарі за вбивство сербського поліцейського, сербські сили знову спробували штурмувати з'єднання Яшарі в Преказі 22 січня 1998 року. За відсутності Яшарі, тисячі косовських албанців спустилися в Преказ, і їм знову вдалося вигнати сербів з села і його околиць. Наступного місяця невеликий підрозділ АВК потрапив у засідку сербських поліцейських. Чотири серби загинули і двоє були поранені в зіткненні. На світанку 5 березня 1998 року АВК почала атаку проти поліцейського патруля в Преказі.

### Смерть
У відповідь на цей напад, серби організували «повномасштабну місію помсти» за участю танків, БТРів і гелікоптерів. Вони були підкріплені артилерією з сусіднього снарядного заводу. З наміром «ліквідації підозрюваних та членів їхніх родин», поліція напала на села, які були визначені як фортеці АВК, в тому числі Лікошане (Лікошан) і Чірез. «Г'юман Райтс Вотч» відзначає, що «спеціальні поліцейські сили напали без попередження, стріляли без розбору в жінок, дітей та інших небойовиків». Учасники АВК і члени їхніх родин пізніше втекли до з'єднання Яшарі. Тоді поліція запропонувала Яшарі здатися, даючи йому термін у дві години для відповіді. Протягом цього періоду частина сімей полишила з'єднання. Яшарі залишився, наказавши членам своєї родини залишатися всередині і сказавши своїм воякам чинити опір до останньої людини.
Після закінчення двогодинного терміну обидві сторони почали обмінюватися пострілами. В одному з будинків, де була присутня більшість великої родини Яшарі, мінометний снаряд впав через дах, унаслідок чого багато людей загинуло. Після дво- або триденної облоги, поліція захопила з'єднання Яшарі. Опинившись усередині, вони виявили, що Яшарі і його брат Гамез убиті. Крім того, вбиті були дружина Яшарі, Адільє, і його тринадцятирічний син, Куштрім. У цілому, приблизно п'ятдесят вісім косовських албанців були вбиті під час нападу, у тому числі вісімнадцять жінок і десять дітей віком до шістнадцяти років. Ґоран Радосавлєвич, майор сербського Міністерства внутрішніх справ, заявив, що «[Яшарі] використовували жінок, дітей і літніх людей як заручників». Говорячи про напад, югославський генерал Небойша Павкович заявив, що то була «нормальна акція поліції проти відомого злочинця. Вона була успішною. Інших деталей не пам'ятаю»

### Наслідки
Смерть Яшарі і його сім'ї мали наслідком міжнародну реакцію проти Союзної Республіки Югославії. Вся косовська албанська громада поринула в кризу. Пересічний косовар міг легко ототожнити себе з родиною Яшарі, яка ніколи не полишала Косова й жила роботящим життям дрібних землевласників зі своїми чередами на своїй родинній фермі. Їхній публічний образ достатньо відрізнявся від каламутних інтелектуалів із діаспорного підпілля, з їхніми фальшивими іменами й таємним способом дій. Деякі албанські лідери, мешкаючи в Швейцарії близько 15 років, узагалі були мало відомими громадськості й, здавалося, відірвалися від свого коріння. Яшарі це жодним чином не стосувалося Щойно новина про вбивство поширилася, озброєні ополченці з числа косовських албанців повстали на всій території Косова, прагнучи помститися за смерть Яшарі, й албанці стікалися, щоб приєднатися до АВК.
Незабаром після нападу на Преказ, 46 тіл були доставлені в морг шпиталю в Приштині 7 березня перед поверненням в Србіцу наступного дня. Там вони були поміщені на складі, розташованому на околиці міста. Фотографії, зроблені протягом цього часу, показують, що Яшарі дістав кульове поранення в шию. 9 березня поліція публічно заявила, що вони самі поховають тіла убитих, якщо по них швидко не звернулися і не поховали їхні члени сім'ї. Наступного дня поліція викопала велику могилу поряд з Доньїм Преказом і поховала тіла п'ятдесяти шести чоловік, десять з яких не можна було ідентифікувати. 11 березня тіла були ексгумовані родичами і перепоховані відповідно до ісламської традиції в Дреницькій долині (Косово), на полі, відомому як «поле миру».

## Спадщина

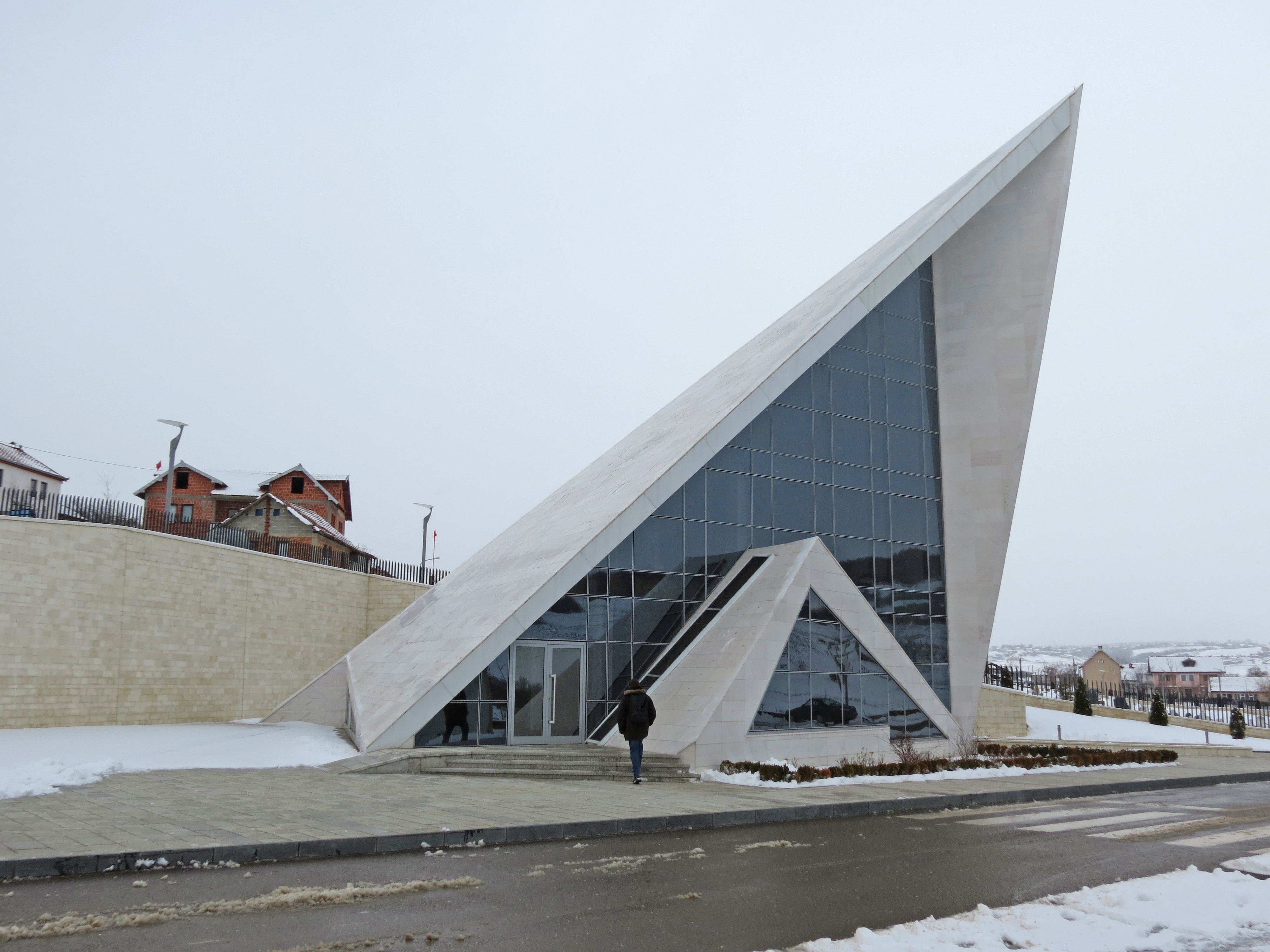
Меморіал Адема Яшарі в Преказі.

Отримавши від албанців титул «Легендарного командира» (алб. Komandanti Legjendar) ,  Яшарі розглядається багатьма албанцями в Косово як «батько АВК». Його портрети з автоматом у руках часто прикрашають стіни будинків, де мешкають етнічні албанці.  Вважаючись символом незалежності косовських албанців, річниця смерті Яшарі щорічно відзначається в Косові , а його будинок був відтоді перетворений на святиню. Поле, на якому він і його родина були поховані, відтоді стало місцем паломництва для косовських албанців, і деякі автори прирівняли Яшарі до албанського національного героя Георгія Кастріоті Скандербега , а також албанських повстанців-качаків із минулого. Після Декларації про незалежність Косова в 2008 році, Яшарі був посмертно удостоєний звання «Герой Косова» за роль у війні в Косові. Футбольний стадіон у Косовській Митровиці, Національний театр у Приштині та міжнародний аеропорт Приштини (колись іменувався аеропортом «Слатіна») також назвали на його честь.
З іменем Адема Яшарі пов'язане відоме косовське гасло: алб. «Bac, u kry!», яке дослівно можна перекласти як: «Вуйку, все скінчилося!». Ця фраза вживається як девіз незалежності Косова, оголошеної в 2008 році, і використовується в сукупності з чорно-білим портретом Адема Яшарі, стилізованим під зображення Ернесто Че Гевари, виконане Джимом Фіцпатріком.

### Книги
- Bartrop, Paul (2012). A Biographical Encyclopedia of Contemporary Genocide. Santa Barbara, California: ABC-CLIO. ISBN 978-0-313-38679-4. Архів оригіналу за 15 січня 2015. Процитовано 1 квітня 2015.
- Carmichael, Cathie (2012). Demise of Communist Yugoslavia. У Stone, Dane (ред.). The Oxford Handbook of Postwar European History. Oxford: Oxford University Press. ISBN 978-0-19-956098-1. Архів оригіналу за 3 вересня 2014. Процитовано 1 квітня 2015.
- Elsie, Robert (2011). Historical Dictionary of Kosovo. Lanham, Maryland: Rowman & Littlefield. ISBN 978-0-8108-7483-1. Архів оригіналу за 23 січня 2017. Процитовано 1 квітня 2015.
- Elsie, Robert (2012). A Biographical Dictionary of Albanian History. Нью-Йорк: I.B. Tauris. ISBN 978-1-78076-431-3. Архів оригіналу за 29 жовтня 2013. Процитовано 1 квітня 2015.
- Henriksen, Dag (2007). NATO's Gamble: Combining Diplomacy and Airpower in the Kosovo Crisis, 1998–1999. Аннаполіс: Naval Institute Press. ISBN 978-1-59114-358-1. Архів оригіналу за 3 грудня 2013. Процитовано 1 квітня 2015.
- Human Rights Watch (1998). Humanitarian Law Violations in Kosovo. Нью-Йорк: Human Rights Watch. ISBN 978-1-56432-194-7. Архів оригіналу за 20 листопада 2015. Процитовано 1 квітня 2015.
- Judah, Tim (2002). Kosovo: War and Revenge. New Haven, Connecticut: Yale University Press. ISBN 978-0-300-09725-2. Архів оригіналу за 23 січня 2017. Процитовано 1 квітня 2015.
- Judah, Tim (2008). Kosovo: What Everyone Needs to Know. New York: Oxford University Press. ISBN 978-0-19-974103-8. Архів оригіналу за 3 вересня 2014. Процитовано 1 квітня 2015.
- Luci, Nita; Marković, Predrag (2009). Events and Sites of Difference: Marking Self and Other in Kosovo. У Kolstø, Pål (ред.). Media Discourse and the Yugoslav Conflicts: Representations of Self and Other. Farnham, England: Ashgate. ISBN 978-1-4094-9164-4. Архів оригіналу за 3 вересня 2014. Процитовано 1 квітня 2015.
- O'Neill, William G. (2002). Kosovo: An Unfinished Peace. Boulder, Colorado: Lynne Rienner Publishers. ISBN 978-1-58826-021-5. Архів оригіналу за 3 вересня 2014. Процитовано 1 квітня 2015.
- Perritt, Henry H. (2010). The Road to Independence for Kosovo: A Chronicle of the Ahtisaari Plan. New York: Cambridge University Press. ISBN 978-0-521-11624-4. Архів оригіналу за 3 вересня 2014. Процитовано 1 квітня 2015.
- Petersen, Roger D. (2011). Western Intervention in the Balkans: The Strategic Use of Emotion in Conflict. New York: Cambridge University Press. ISBN 978-1-139-50330-3. Архів оригіналу за 3 вересня 2014. Процитовано 1 квітня 2015.
- Pettifer, James (2005). Kosova Express: A Journey in Wartime. Madison, Wisconsin: University of Wisconsin Press. ISBN 978-0-299-20444-0.
- Pettifer, James; Vickers, Miranda (2007). The Albanian Question: Reshaping the Balkans. New York: I.B. Tauris. ISBN 978-1-86064-974-5. Архів оригіналу за 6 жовтня 2014. Процитовано 1 квітня 2015.
- Philips, David L. (2012). Liberating Kosovo: Coercive Diplomacy and U.S. Intervention. Cambridge, Massachusetts: MIT Press. ISBN 978-0-262-30512-9. Архів оригіналу за 29 жовтня 2013. Процитовано 1 квітня 2015.
- Polónyi, Carl (2010). Heil und Zerstörung: Nationale Mythen und Krieg am Beispiel Jugoslawiens 1980-2004. Berlin: Berliner Wissenschafts-Verlag. ISBN 978-3-8305-1724-5. Архів оригіналу за 10 березня 2016. Процитовано 21 травня 2022.
- Watson, Paul (2009). Where War Lives. Toronto: McCleland & Stewart. ISBN 978-1-55199-284-6. Архів оригіналу за 7 січня 2014. Процитовано 1 квітня 2015.

### Вебсайти
- Behind the Kosovo crisis. BBC. 12 березня 2000. Архів оригіналу за 1 січня 2016. Процитовано 1 квітня 2015.
- Kosovo footballers draw with Haiti in Mitrovica debut. BBC. 5 березня 2014. Архів оригіналу за 3 грудня 2014. Процитовано 1 квітня 2015.

- Сайт пам'яті [Архівовано 3 лютого 2011 у Wayback Machine.]
- «Bac, u kry!» Проморолик, присвячений Дню незалежності Республіки Косово (YouTube.com) [Архівовано 1 жовтня 2016 у Wayback Machine.]